# Vlad Mihalcea
Vlad Mihalcea (n. 28 octombrie 1998, Brașov, România) este un fotbalist român, internațional de tineret, ce în prezent evoluează pentru Gloria Bistrița-Năsăud.

## Cariera

### Steaua București: 2015-prezent
După ce a evoluat timp de 11 ani la grupele de juniori ale Brașovului, Mihalcea a parafat în luna iunie 2015 primul său contract profesionist, punându-și semnătura pe un angajament cu Steaua, ce se întinde pe o durată de 6 ani. Noul antrenor, Mirel Rădoi, a avut încredere în el, luându-l în ambele cantonamente ale primei echipe din pregătirea de vară. Acesta a avut șansa să și evolueze în toate cele 5 partide, făcând o figură frumoasă, reușind două pase de gol, și un gol în meciurile de pregătire. Mihalcea a debutat oficial în tricoul Stelei în data de 8 iulie 2015, la Supercupa României, fiind introdus în minutul 74 al partidei în locul altui debutant, Sulley Muniru. Meciul avea să fie pierdut de roș-albaștrii, scor 0-1, în fața celor de la ASA Târgu Mureș.

## Statistici
| Club             | Sezon          | Ligă    | Ligă   | Cupă    | Cupă   | Cupa Ligii | Cupa Ligii | Supercupa României | Supercupa României | Europa  | Europa | Altele  | Altele | Total   | Total  | Total |
| Club             | Sezon          | Meciuri | Goluri | Meciuri | Goluri | Meciuri    | Goluri     | Meciuri            | Goluri             | Meciuri | Goluri | Meciuri | Goluri | Meciuri | Goluri |       |
| ---------------- | -------------- | ------- | ------ | ------- | ------ | ---------- | ---------- | ------------------ | ------------------ | ------- | ------ | ------- | ------ | ------- | ------ | ----- |
| Steaua București | 2015–16        | 0       | 0      | 0       | 0      | 0          | 0          | 1                  | 0                  | 0       | 0      | 5       | 1      | 0       | 0      |       |
| Total            | Total          | 0       | 0      | 0       | 0      | 0          | 0          | 1                  | 0                  | 0       | 0      | 5       | 1      | 0       | 0      |       |
| 'Total Cariera   | 'Total Cariera | 0       | 0      | 0       | 0      | 0          | 0          | 1                  | 0                  | 0       | 0      | 5       | 1      | 0       | 0      |       |

## Legături externe
- Player's page at UEFA
- Profilul lui Vlad Mihalcea pe Soccerway